# 설령 그 아무리...
〈설령 그 아무리...〉(たとえ どんなに… 다토에 돈나니...[*])는 니시노 카나의 15번째 싱글로, 2011년 11월 9일에 SME 레코드에서 발매되었다. 전작 〈Esperanza〉에서 약 6개월 만의 싱글이다.

## 개요
세 번째 정규 앨범 《Thank you, Love》 발매 후 첫 싱글이다. 이 싱글은 ‘어째서 스스로에게 솔직한 사랑은 할 수 없는가’, ‘왜 생각하면 할 수록 멀어지는가’라는 연애의 복잡한 심경을 니시노가 솔직하게 그린 러브 발라드이다. 타이틀곡은 SONY Walkman “음악을, 해방시키자. Project”의 광고 음악으로 기용되었다.
노래는 2011년 9월 9일에 열린 전국 투어 《Kanayan Tour 2011Summer》의 마지막 공연에서 처음으로 공개하였다. 그 후 《ComingSoon!!》, 《뮤직 스테이션》 등에서 선보였다.

## 차트 성적
2011년 11월 7일자 빌보드 재팬 핫 100에서 첫등장 52위. 2011년 11월 8일자 일본 레코드 협회에서 조사한 완곡 다운로드수를 집계한 RIAJ 유료 음악 다운로드 차트에서 첫등장 1위 획득.

## 비평가 평가
《hotexpress》의 다케카와 하루나는 이 싱글을 두고 “왕도의 발라드 (王道バラード)”라고 표현하였다. 또한 지금까지의 니시노 카나의 러브송에서 보이지 않은 감정을 토해낼 뿐만 아니라, 리스너의 마음에 와닿게 하는 가사라고 언급하였다. 《WHAT's IN?》의 야나기사와 미키오는 “압도적인 리얼리티 (圧倒的なリアリティ)”라고 평하였다.
《익사이트 뮤직》은 가사의 가사의 간절함을 언급하며 “잊을 수 없는 감정을 호소하는 혼신의 러브 발라드 (忘れられない強い想いを歌った渾身のLOVEバラード)”라고 평하였다.

## 수록곡
| #             | 제목                                   | 작사                        | 작곡                             | 편곡                         | 재생 시간 |
| ------------- | -------------------------------------- | --------------------------- | -------------------------------- | ---------------------------- | --------- |
| 1.            | 〈たとえ どんなに…→설령 그 아무리...〉 | 니시노 카나, 사에키 youthk  | 사에키 youthk                    | Yuichi Hayashida             | 5:35      |
| 2.            | 〈Just the way you are〉               | 니시노 카나, DJ Mass        | Hiroshi Yoshida, DJ Mass         | VIVID Neon*, Hiroshi Yoshida | 3:33      |
| 3.            | 〈Secret〉                             | 니시노 카나, DJ Mass, ENVIE | DJ Mass, Hiroshi Yoshida, hiro:n | VIVID Neon N*                | 3:55      |
| 총 재생 시간: | 총 재생 시간:                          | 총 재생 시간:               | 총 재생 시간:                    | 총 재생 시간:                | 13:04     |

## 차트
| 차트 (2011년)                               | 최고 순위 |
| ------------------------------------------- | --------- |
| 오리콘 주간                                 | 5         |
| 빌보드 재팬 핫 100                          | 5         |
| 빌보드 재팬 핫 톱 에어플레이                | 13        |
| 빌보드 재팬 핫 싱글 세일즈                  | 3         |
| 빌보드 재팬 핫 어덜트 컨템퍼러리 에어플레이 | 10        |
| 일본 레코드 협회 유료 음악 다운로드 차트    | 1         |

## 발매 정보
| 지역 | 정보            | 규격                      |
| ---- | --------------- | ------------------------- |
| 일본 | 2011년 10월 2일 | 벨소리                    |
| 일본 | 2011년 11월 2일 | 휴대폰 대상 완곡 다운로드 |
| 일본 | 2011년 11월 9일 | CD                        |